# Santa Fe (Lokomotive)

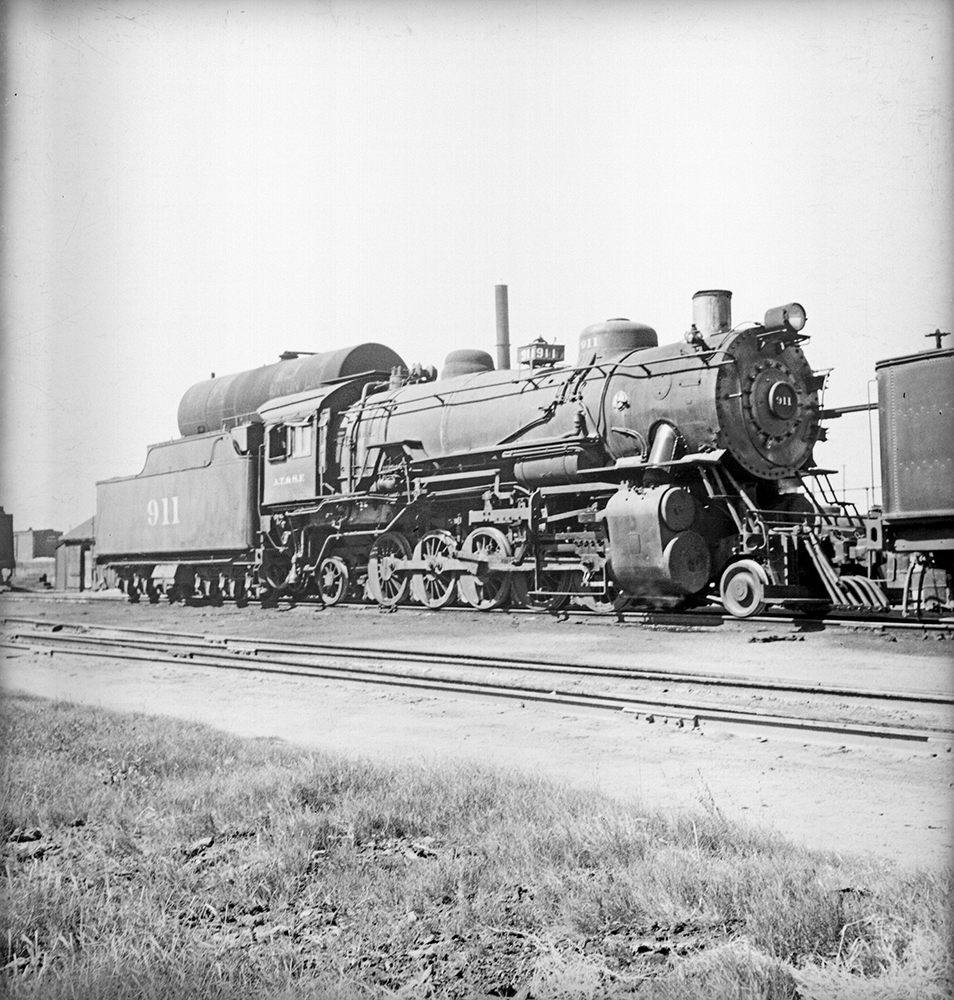
Lokomotive 911 der ATSF-Klasse 900, der ersten Santa-Fe-Lokomotivreihe

Santa Fe ist eine aus dem nordamerikanischen Sprachgebrauch stammende Bezeichnung für Dampflokomotiven mit der Achsfolge 2-10-2 nach der Whyte-Notation, die der deutschen Bauartbezeichnung 1’E1’ entspricht. Santa-Fe-Lokomotiven besitzen eine Vorlaufachse, fünf gekuppelte Achsen und eine Nachlaufachse. In der Achsfolge entstanden vorwiegend schwere Güterzug- und Mehrzwecklokomotiven.

## Geschichte

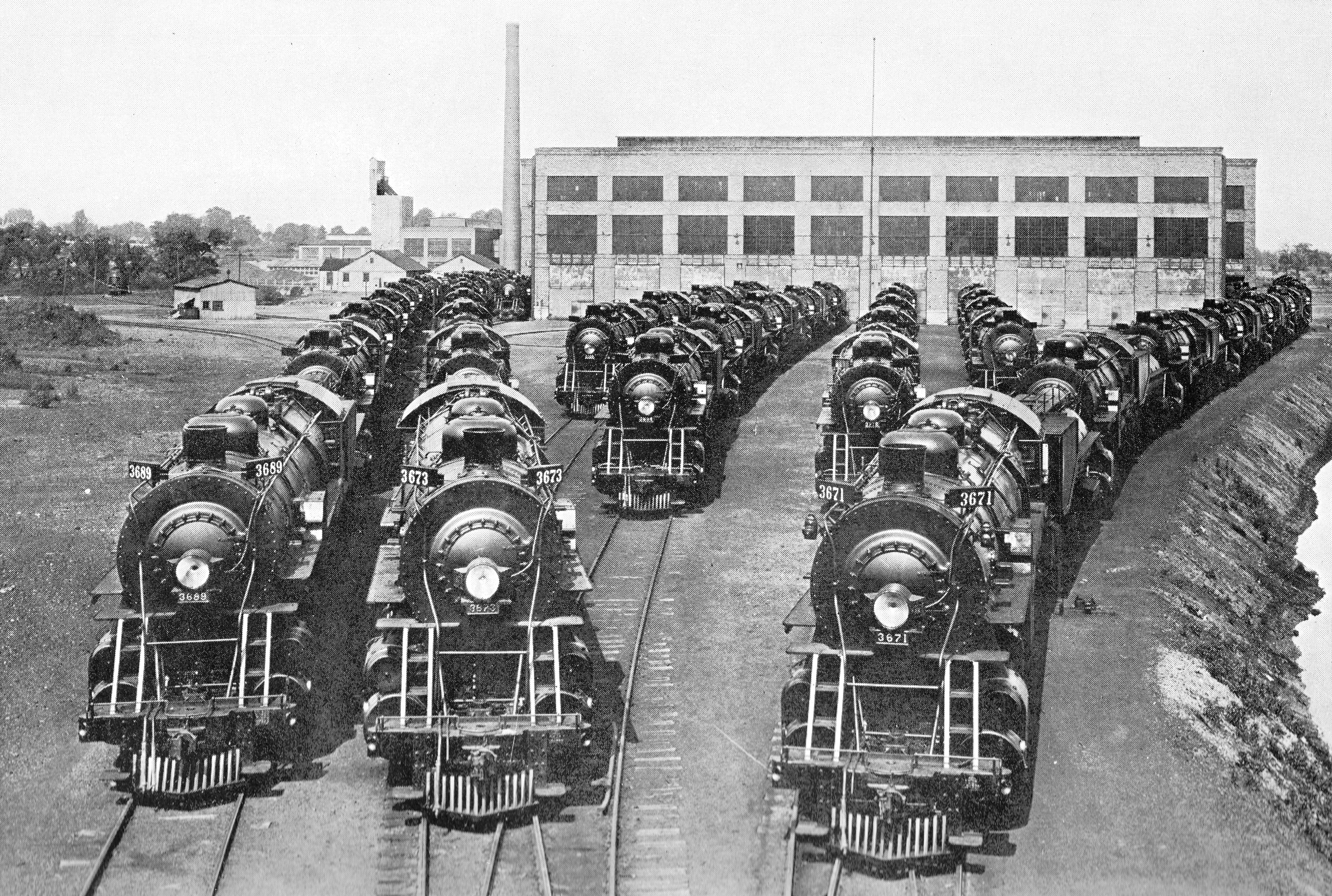
Santa-Fe-Lokomotiven für die Southern Pacific Railroad um 1921 in Auslieferung bei Baldwin

Die Bezeichnung Santa Fe für die Achsfolge 1’E1’ ist auf die Atchison, Topeka and Santa Fe Railway (ATSF) zurückzuführen, die 1903 die ersten Lokomotiven dieser Achsfolge zum Einsatz brachte. 1902 hatte die ATSF als Schiebelokomotiven für ihre Rampenstrecken am Raton Pass zwei schwere Lokomotiven der Bauart 1’E (Decapod) beschafft. Die beiden Lokomotiven erbrachten zwar ausreichende Leistungen, bei der Rückwärtsfahrt bergab nach dem Ende des jeweiligen Schubdienstes kam es jedoch wiederholt zu Entgleisungen. Ein Drehen der Lokomotiven am Scheitelpunkt war nicht möglich. Die ATSF beauftragte daher Baldwin mit der Entwicklung und dem Bau von Decapods mit Nachlaufachse, um bei den Rückwärtsfahrten eine bessere und sichere Führung im Gleis zu erreichen. Baldwin lieferte eine konstruktiv von den beiden 1’E-Lokomotiven abgeleitete Bauart, bei der im Prinzip lediglich die Nachlaufachse ergänzt wurde; die als ATSF-Klasse 900 eingeordnete Reihe wurde von Baldwin bis 1904 mit immerhin 85 Exemplaren an die ATSF geliefert und entschärfte das Entgleisungsproblem bei Rückwärtsfahrten. Erst bei späteren Reihen begannen die Konstrukteure damit, den durch die Nachlaufachse entstehenden Spielraum für breitere Feuerbüchsen und damit leistungsfähigere Lokomotivkessel auszunützen. Ein Problem blieb jedoch der schwierig zu gewährleistende Massenausgleich bei höheren Geschwindigkeiten, da in den relativ kleinen Kuppelrädern dieser für den schweren Güterzugdienst vorgesehenen Lokomotiven nur wenig Platz für Ausgleichsgewichte vorhanden war. Eine Lösung für dieses Problem war der Ersatz der Nachlaufachse durch ein Nachlaufdrehgestell. Diese 1919 erstmals verwendete Achsfolge 1’E2’ wird auch als Texas bezeichnet, sie verdrängte die Santa Fe bald aus dem Dienst vor schnelleren Güterzügen. In den USA beschränkte sich die Verwendung der Santa Fe daher meist auf den schweren und langsamen Güterzugdienst vor allem im Montanverkehr sowie den Einsatz als Schiebelokomotiven. Insgesamt entstanden bis 1931 für 44 nordamerikanische Bahngesellschaften rund 2200 Lokomotiven dieser Achsfolge, deren letzte Ende der 1950er Jahre ausgemustert wurden.
Außerhalb von Nordamerika fand die Achsfolge erstmals 1913 bei zwei Tenderlokomotiven für die französische Chemins de fer de l’Est Anwendung. Kriegsbedingt folgten diesen beiden als Est 5001 und 5002 bezeichneten Prototypen erst 1925 weitere 25 Exemplare, die im schweren Güterzugdienst sowie auf Rangierbahnhöfen eingesetzt wurden. In Europa beschafften erst nach dem Ersten Weltkrieg weitere Bahngesellschaften, unter anderem in Deutschland, der Tschechoslowakei und Polen, Lokomotiven der Achsfolge 1’E1’, zunächst ausschließlich als Tenderlokomotiven und vor allem für den Einsatz im Güterverkehr und auf Gebirgsstrecken. Neben Normalspurlokomotiven entstanden auch für deutsche und bulgarische Strecken auch diverse schmalspurige Ausführungen. Die ersten Schlepptenderlokomotiven dieser Achsfolge in Europa entstanden ab 1931 mit der Reihe ФД (FD) in der Sowjetunion, nach dem Vorbild der im gleichen Jahr von Baldwin gelieferten Maschinen der SŽD-Reihe Tb. In den 1930er Jahren kamen Schlepptenderlokomotiven dieser Bauart auch in Frankreich, Deutschland, Rumänien und der Türkei zum Einsatz. Weitere Bahngesellschaften folgten, so 1943 die spanische RENFE. In der Nachkriegszeit beschafften noch Griechenland und die Sowjetunion neue 1’E1’-Schlepptenderlokomotiven, während letzte Serien von Santa-Fe-Tenderlokomotiven noch für die Türkei, in der Bundesrepublik Deutschland sowie in der DDR entstanden. Im Zuge der Verdieselung und Elektrifizierung des europäischen Eisenbahnnetzes wurden die letzten Santa Fe-Schlepptenderlokomotiven im europäischen Normalspurnetz Anfang der 1970er Jahre abgestellt, die letzten Tenderlokomotiven der Achsfolge Anfang der 1980er Jahre. Auf Schmalspurstrecken in Deutschland stehen einige 1’E1’-Tenderlokomotiven jedoch heute noch im täglichen Einsatz.
Ab 1915 beschafften auch Bahngesellschaften auf anderen Kontinenten Lokomotiven dieser Achsfolge, beginnend 1915 mit zehn Schlepptenderlokomotiven für die damalige portugiesische Kolonie Mosambik. In Südamerika beschafften einzelne Bahngesellschaften 1’E1’-Lokomotiven, einzelne Baureihen gab es auch in einigen asiatischen Staaten, so im Iran und den Philippinen. Die größte Stückzahl erreichte jedoch die Volksrepublik China, deren Staatsbahn neben der Übernahme gebrauchter Lokomotiven der Serie ФД aus der Sowjetunion vor allem über 4700 in China gebaute Exemplare der Reihe QJ einsetzte. Die letzten QJ wurden bis 2006 im schweren Hauptstreckendienst in China auf der Jitongbahn eingesetzt.

## Santa-Fe-Lokomotiven in ausgewählten Ländern

### Deutschland

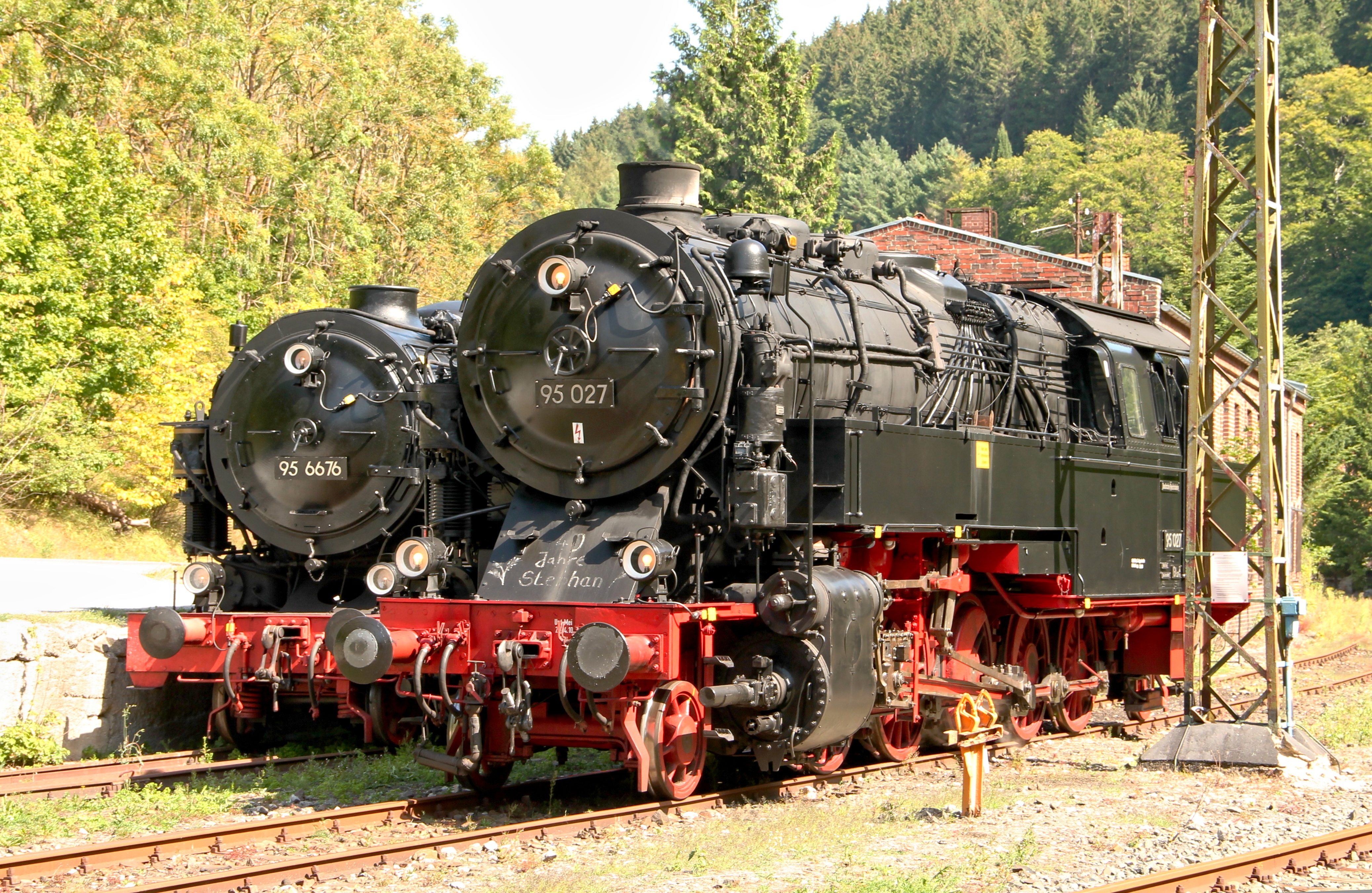
Lokomotive 95 027 der DR-Baureihe 95 und Lokomotive 95 6676 („MAMMUT“) der Tierklasse der HBE als Vertreter der ersten deutschen 1’E1’-Lokomotiven

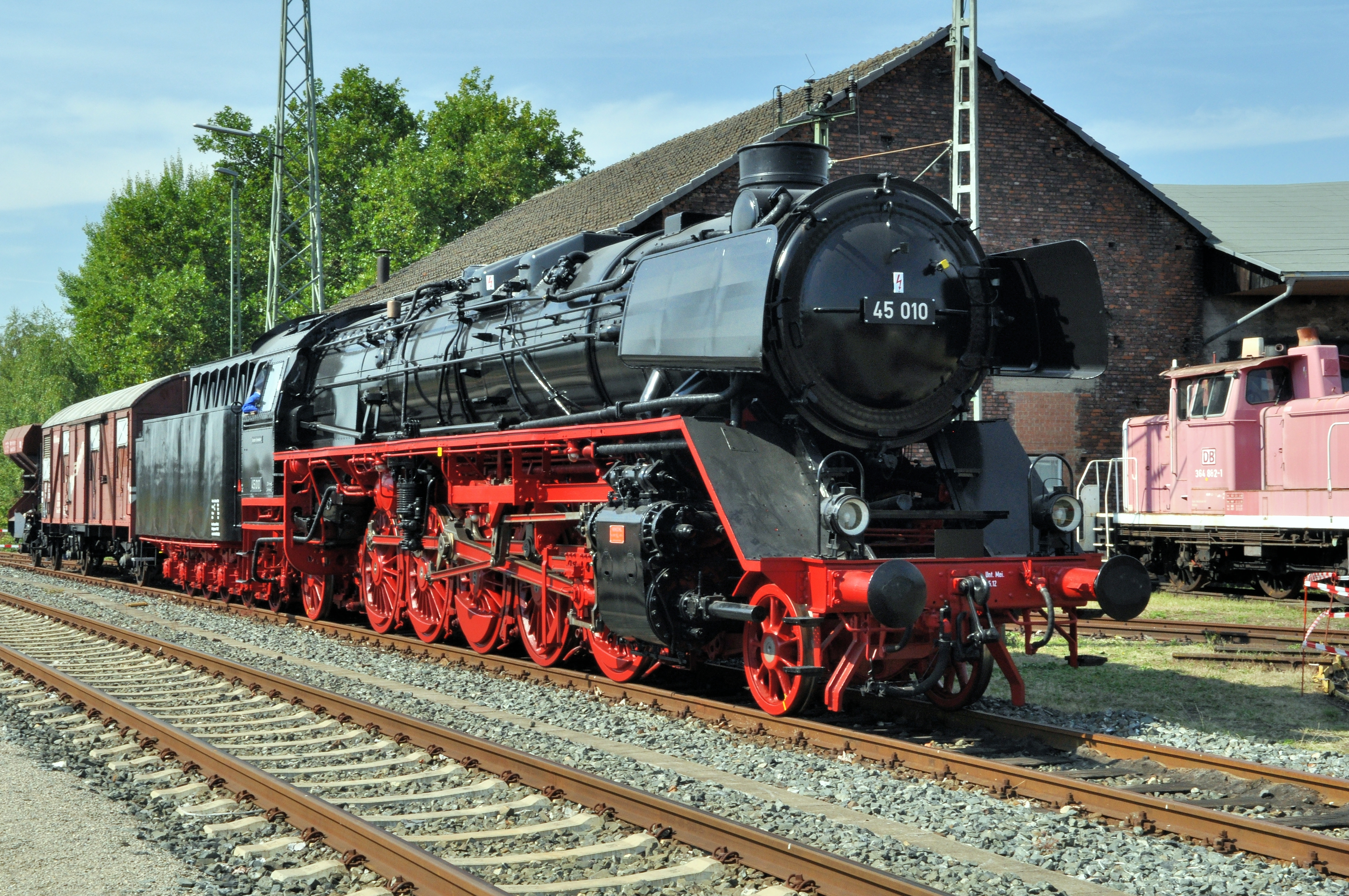
Lokomotive 45 010, die letzte erhaltene Maschine der DR-Baureihe 45 als Ausstellungsstück in Lichtenfels

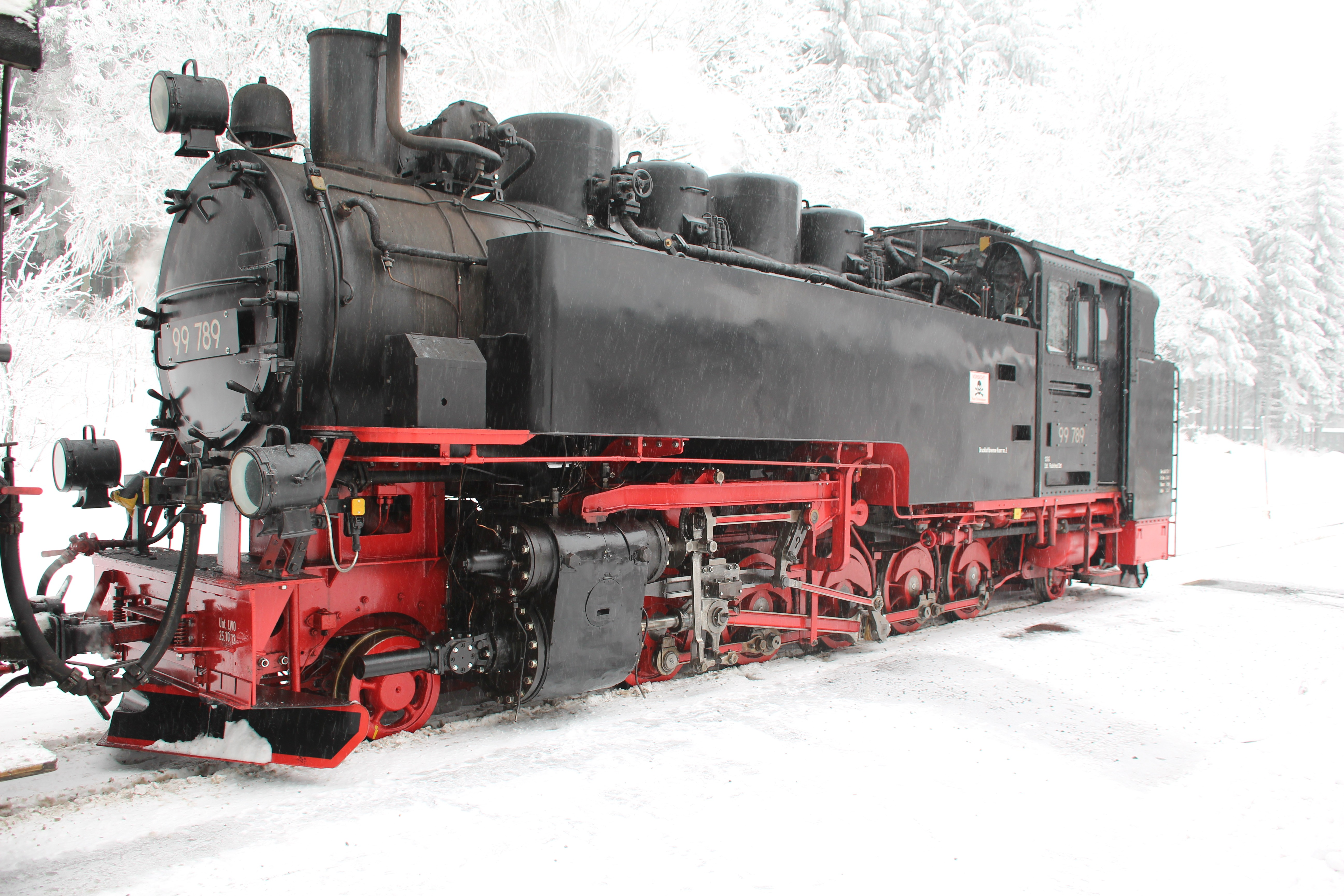
99 789 der DR-Baureihe 99.77–79 für 750-mm-Schmalspur auf der Fichtelbergbahn

Die ersten deutschen Lokomotiven der Achsfolge 1’E1’ entstanden 1920 bei Borsig nach einem Entwurf von August Meister für die Halberstadt-Blankenburger Eisenbahn (HBE). Die von der HBE nach den Namen der Lokomotiven als Tierklasse bezeichneten Tenderlokomotiven dienten der Ablösung des aufwändigen Zahnstangenbetriebs und der Umstellung auf reinen Adhäsionsbetrieb. Zur Umstellung ihrer eigenen Zahnradstrecken in Thüringen und für den schweren Schubdienst auf den diversen Rampenstrecken in den deutschen Mittelgebirgen beschaffte die Deutsche Reichsbahn (DR) nach dem Vorbild der Tierklasse ab 1923 ihre Baureihe 95. Im Zuge der Beschaffung ihrer Einheitsdampflokomotiven kamen ab Ende der 1920er Jahre weitere 1’E1’-Tenderlokomotiven, insgesamt vier Baureihen für Normal- und Schmalspur. Teil des Einheitslokomotivenprogramms war auch eine Schlepptenderlokomotive mit dieser Achsfolge. Die DR-Baureihe 45 wurde ab 1936 erprobt, die Konstruktion zeigte jedoch diverse Schwächen. Insbesondere führte die große Rohrlänge im Langkessel zu einem wenig belastbaren Kessel und wiederholten Schäden. Auch der Verzicht auf einen Stoker, was den Einsatz von zwei Heizern bedingte, erwies sich als Nachteil. Die ursprünglich geplante Bestellung von 130 Stück wurde nach Beginn des Zweiten Weltkriegs nicht umgesetzt, es blieb bei relativ wenigen Exemplaren. In den 1920er und 1930er Jahren beschafften nach dem Vorbild der Tierklasse auch einige private Bahngesellschaften schwere 1’E1’-Tenderlokomotiven. Darunter befanden sich mit einigen von den Sandbahnen in Oberschlesien beschafften Maschinen die schwersten und leistungsfähigsten deutschen Tenderlokomotiven.
Nach dem Krieg verblieben fast alle Lokomotiven der Baureihe 45 bei der Deutschen Bundesbahn (DB), die sie teilweise noch modernisierte und mit neuen Kesseln ausrüstete. Die letzte Maschine wurde von der DB 1969 ausgemustert. In der DDR verblieb eine Lokomotive der Baureihe, die Anfang der 1950er Jahre versuchsweise mit einem La-Mont-Hochdruckkessel ausgerüstet wurde. Nach wenigen, erfolglosen Versuchsfahrten musste die so entstandene DR H 45 024 abgestellt werden. Von den normalspurigen Tenderlokomotiven blieben die letzten Maschinen der Baureihe 95 in der DDR bei der Deutschen Reichsbahn (DR) bis Anfang der 1980er Jahre im Einsatz.
Die letzten neuen 1’E1’-Lokomotiven auf deutschen Schienen waren Tenderlokomotiven für die Schmalspurstrecken der DR in 750-mm- und 1000-mm-Spur, die in den 1950er Jahren geliefert wurden. Von diesen Maschinen stehen einige bis heute im täglichen Einsatz auf den verbliebenen Schmalspurstrecken im Harz, Sachsen und auf der Insel Rügen.

#### Schlepptenderlokomotiven
- DR-Baureihe 45, 28 Stück, Baujahre 1936 bis 1941
- HF 40751 bis 40756, 6 Stück, Baujahre 1941 bis 1942 (750-mm-Schmalspur)[3][Anmerkung 1]

#### Tenderlokomotiven
- HBE Tierklasse, 4 Stück, Baujahr 1920
- DR-Baureihe 95, 45 Stück, Baujahre 1922 bis 1924
- SBG Nr. 4, 1 Stück, Baujahr 1924[4]
- DR-Baureihe 99.73–76, 32 Stück, Baujahre 1928 bis 1933 (750-mm-Schmalspur)
- SBG Nr. 5, 1 Stück, Baujahr 1929[4]
- DR-Baureihe 99.22, 3 Stück, Baujahr 1931 (1000-mm-Schmalspur)
- DR-Baureihe 85, 10 Stück, Baujahre 1932 bis 1933
- DR-Baureihe 84, 12 Stück, Baujahre 1935 bis 1937
- SBG Nr. 6 bis 9, 4 Stück, Baujahre 1935 bis 1938
- PBHAG Nr. 8, 1 Stück, Baujahr 1936
- PBHAG Nr. 9, 1 Stück, Baujahr 1936
- WLE 0121–0123, 3 Stück, Baujahre 1937 bis 1942
- WEBA 4, 1 Stück, Baujahr 1940
- Kerkerbachbahn 15 und 16, 2 Stück, Baujahr 1948 (1000-mm-Schmalspur)[Anmerkung 2]
- OHE 84 201, 1 Stück, Baujahr 1952
- DR-Baureihe 99.23–24, 24 Stück, Baujahre 1952 bis 1954 (1000-mm-Schmalspur)
- DR-Baureihe 99.77–79, 26 Stück, Baujahre 1952 bis 1956 (750-mm-Schmalspur)

### Österreich

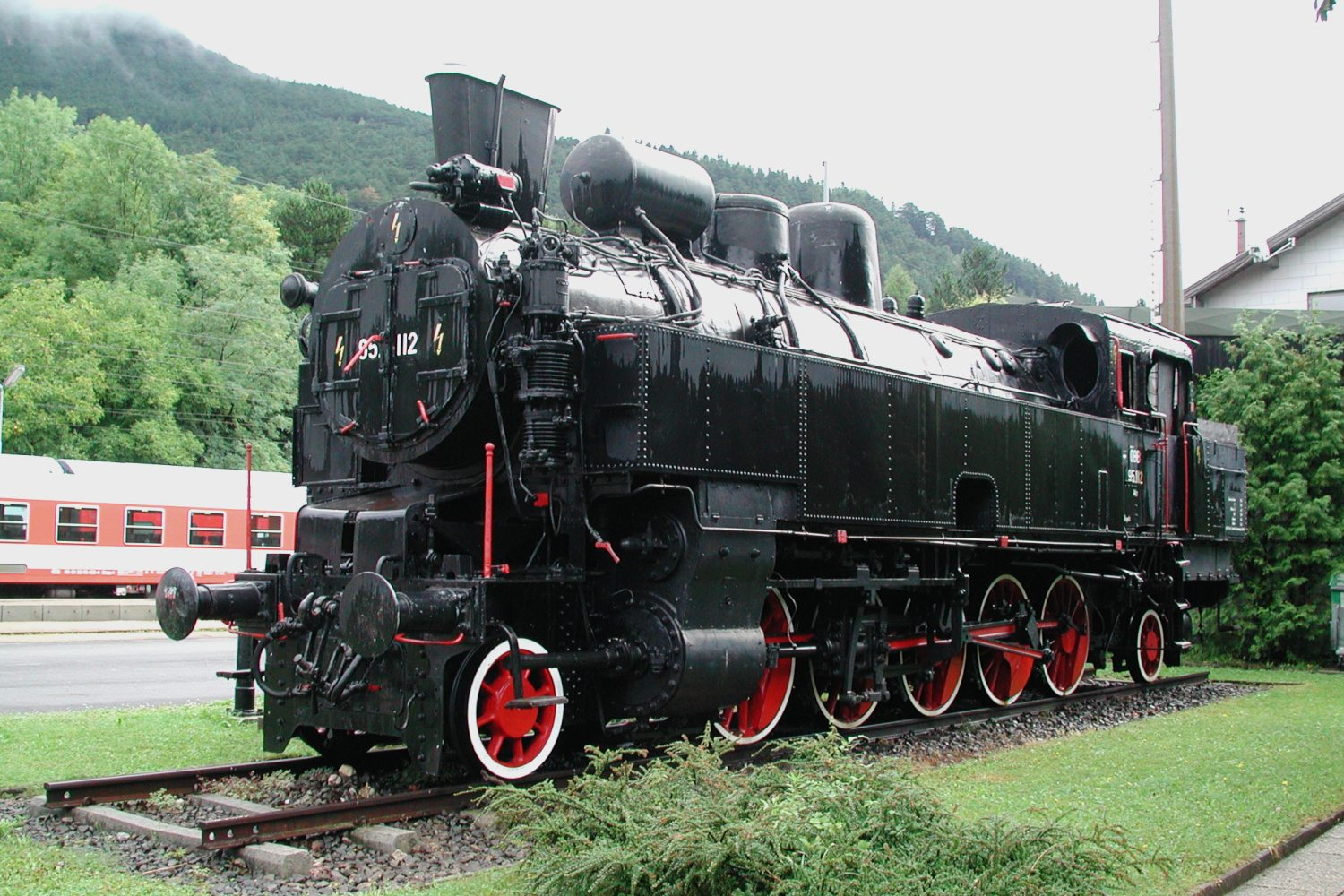
Die Lokomotive 95.112 als Denkmallokomotive am Bahnhof Payerbach-Reichenau

Für den schweren Güterverkehr auf den kurzen Strecken zwischen Wien und den im Vertrag von Saint-Germain festgelegten neuen Staatsgrenzen der Republik Österreich beschafften die Bundesbahnen Österreichs nach dem Ersten Weltkrieg die Tenderlokomotiven der Reihe BBÖ 82. Außer auf den Grenzstrecken übernahmen die leistungsfähigen Lokomotiven auch Dienste auf anderen Strecken, unter anderem als Vorspannlokomotiven auf der Semmeringbahn. Nach dem Anschluss Österreichs übernahm die Deutsche Reichsbahn die Lokomotiven als Baureihe 95.1, die 1945 wieder ins Leben gerufenen österreichischen Bundesbahnen behielten diese Nummerierung bei. Die letzten Maschinen wurden Anfang der 1970er Jahre ausgemustert.
- BBÖ 82, Baujahre 1922 und 1928, 24 Stück

### China

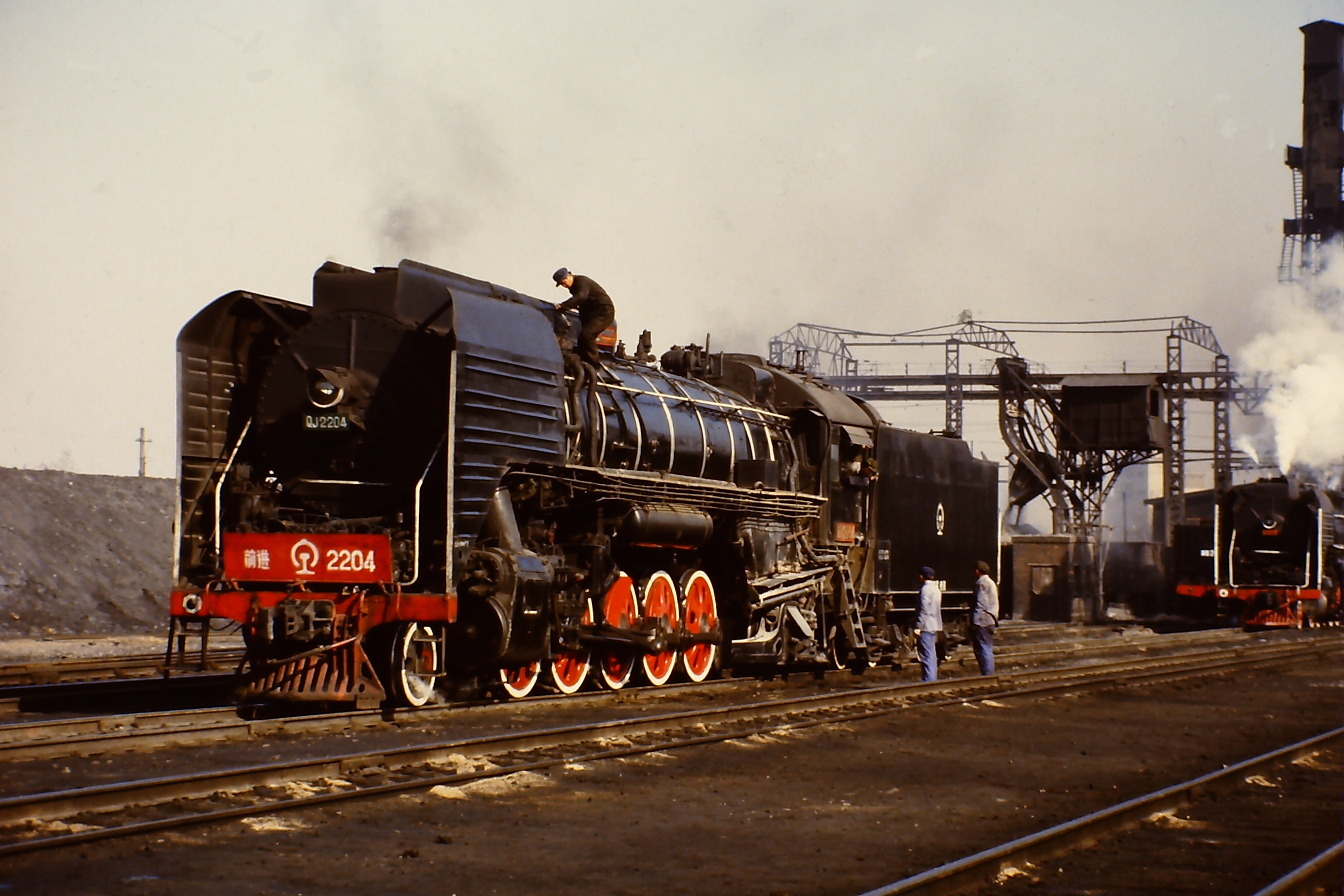
Die QJ 2204 im Jahr 1984 in Changchun

In den 1930er Jahren lieferte Krupp eine kleine Serie von 1’E1’-Lokomotiven an die Chinesische Staatseisenbahn Tientsin–Pukow, die ab 1949 als Baureihe ST2 bezeichnet wurden. Ihre Konstruktion war an der in dieser Zeit entstandenen DR-Baureihe 45 orientiert. Nach dem Zweiten Weltkrieg und der Gründung der Volksrepublik China 1949 setzte das Land auch beim Ausbau des Eisenbahnnetzes auf die Hilfe der Sowjetunion. Neben dem Aufbau eigener Lokomotivfabriken entwickelte China mit Unterstützung sowjetischer Techniker erste eigene Lokomotivkonstruktionen, wobei sowjetische Konstruktionen als Vorbild gewählt wurden. 1956 entstand in Dalian der erste Prototyp der CR-Baureihe QJ, basierend auf den sowjetischen Baureihen ФД (FD) und ЛВ (LW). Bis 1960 entstanden weitere 41 Prototypen dieser schweren Güterzuglokomotive. Zur Überbrückung des dringendsten Fahrzeugbedarfs übernahmen die chinesischen Staatsbahnen zudem rund 1000 in der Sowjetunion nicht mehr benötigte FD-Lokomotiven. Erst ab 1964 war die Lokomotivfabrik in Datong in der Lage, die Serienproduktion der QJ aufzunehmen. Bis 1988 entstanden einschließlich der Prototypen über 4700 QR-Lokomotiven, die damit die bei weitem größte Serie an Santa-Fe-Lokomotiven bilden. Bei den chinesischen Staatsbahnen blieben die letzten Maschinen bis 2003 im Dienst. Die unabhängig von der Staatsbahn betriebene Jitongbahn in der Inneren Mongolei übernahm bei ihrer Gründung 1995 rund 130 QJ von den Staatsbahnen und setzte die letzten Exemplare bis ins Jahr 2005 ein.
- CR-Baureihe ST2, Baujahr 1936, 10 Stück
- CR-Baureihe QJ, Baujahre 1956 bis 1988, 4714 Stück

### Frankreich

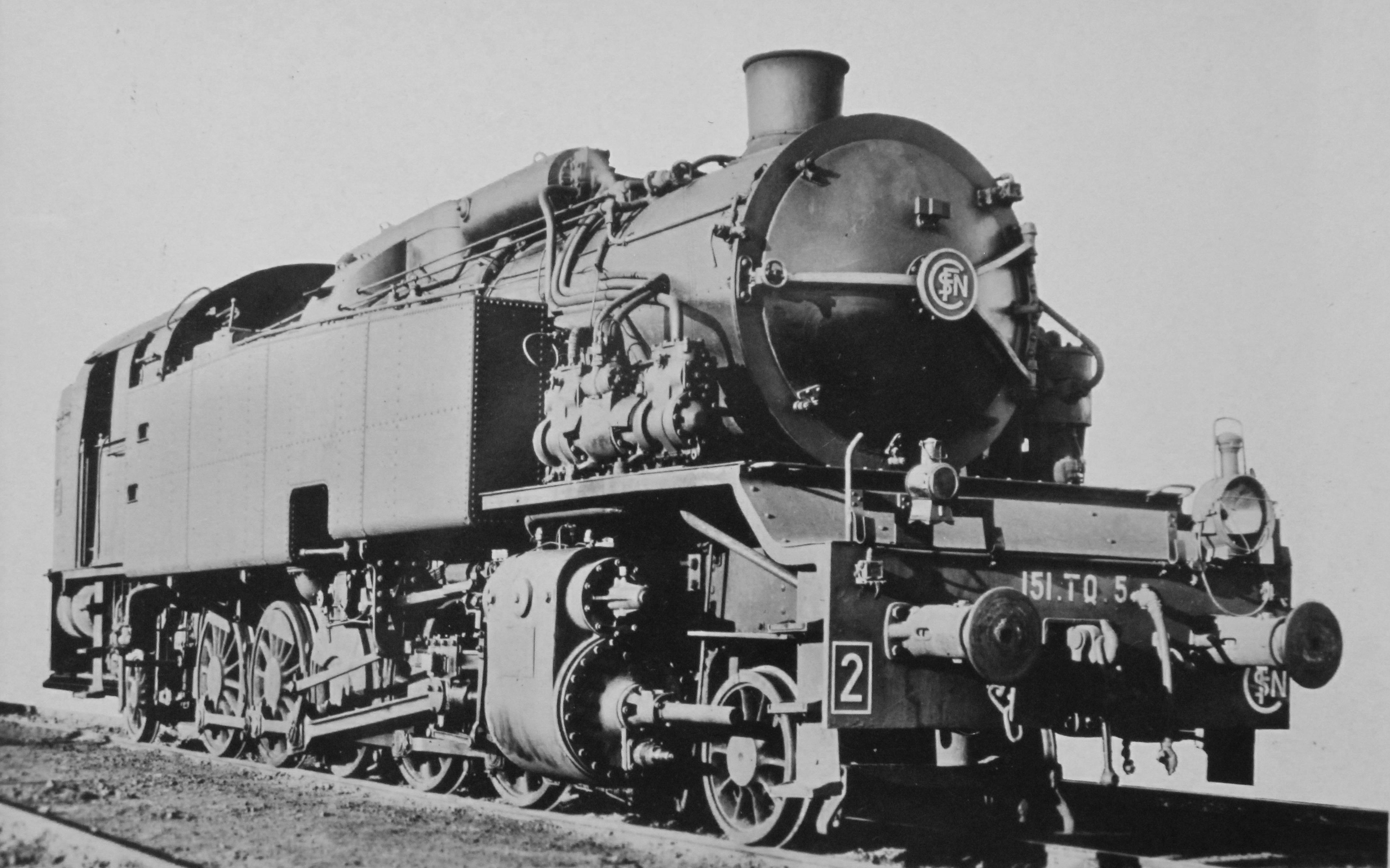
Postkarte aus den 1940er Jahren mit der Lokomotive SNCF 151.TQ.5

Nach den ersten europäischen 1’E1’-Lokomotiven, zwei 1913 erbauten Tenderlokomotiven für die Chemins de fer de l’Est (EST), kamen bedingt durch den Ersten Weltkrieg erst 1925 die nächsten Maschinen dieser Achsfolge, als die EST den beiden 1913 gelieferten Lokomotiven 25 Nachbauten folgen ließen. Außer der EST beschafften auch die Administration des chemins de fer d’Alsace et de Lorraine (AL), die Betreibergesellschaft der Pariser Ringbahn (Ligne de la grande ceinture de Paris) und die 1938 gegründete SNCF Tenderlokomotiven dieser Achsfolge. Eine Maschine der Reihe SNCF 151.TQ war 1952 die letzte an die SNCF ausgelieferte Dampflokomotive. Schlepptenderlokomotiven der Bauart Santa Fe kamen nur in kleiner Stückzahl nach Frankreich. Die größte Serie beschafften die Chemins de fer de Paris à Lyon et à la Méditerranée (PLM) mit den zehn Maschinen der Reihe PLM 151.A, die zugleich die letzten für die PLM neugebauten Dampflokomotiven waren. Sie dienten bis zur Elektrifizierung 1950 als Schiebelokomotiven für Güterzüge auf den langen Rampen der Bahnstrecke Paris-Dijon beidseits des Bahnhofs von Blaisy-Bas, anschließend im lothringischen Montanrevier um Thionville. Am längsten blieb die Reihe SNCF 151.TQ im Dienst, deren letzte Maschine 1968 abgestellt wurde. Alle übrigen Santa-Fe-Reihen in Frankreich wurden bereits bis spätestens Ende der 1950er Jahre ausgemustert.

#### Schlepptenderlokomotiven
- PLM 151.A, Baujahr 1933, 10 Stück
- AL G16, Baujahr 1936, 2 Stück

#### Tenderlokomotiven
- Est 5001 bis 5002, 5901 bis 5925, Baujahre 1913 und 1925, 27 Stück
- AL T19, Baujahr 1928, 12 Stück[Anmerkung 3]
- Ceinture 5001 bis 5012, Baujahr 1928 bis 1930, 12 Stück
- Est 151751 bis 151780, Baujahr 1932, 30 Stück
- SNCF 151.TQ, Baujahre 1940 bis 1952, 22 Stück

### Griechenland

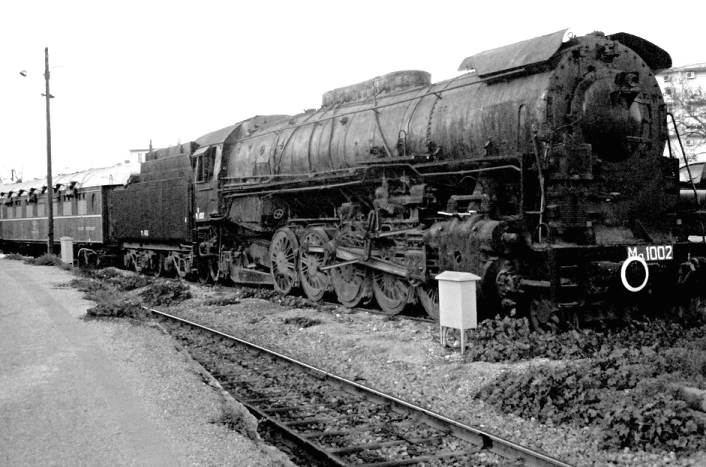
Die abgestellte Lokomotive Μα 1002 im Jahr 2007 in schlechtem Zustand in Athen

Die einzige Santa-Fe-Lokomotivserie in Griechenland war die SEK-Baureihe Μα, die 1953 und 1954 von den italienischen Firmen Breda und Ansaldo an die griechischen Staatsbahnen geliefert wurde. Aufgrund größerer Probleme mit den Originalkesseln wurden die Lokomotiven wenige Jahre später bei Henschel neubekesselt. Die Maschinen sollten eigentlich neben Güterzügen auch Schnellzüge auf der wichtigsten griechischen Hauptbahn zwischen Athen und Thessaloniki bespannen, konnten diese Aufgabe jedoch nur ansatzweise übernehmen – zunächst aufgrund ihrer Kesselprobleme und dann aufgrund der Beschaffung neuerer Diesellokomotiven. Bereits Anfang der 1970er Jahre verloren die Lokomotiven ihre letzten Planleistungen und wurden bis 1974 ausgemustert.
- SEK-Baureihe Μα, 20 Stück, Baujahre 1953 bis 1954

### Polen

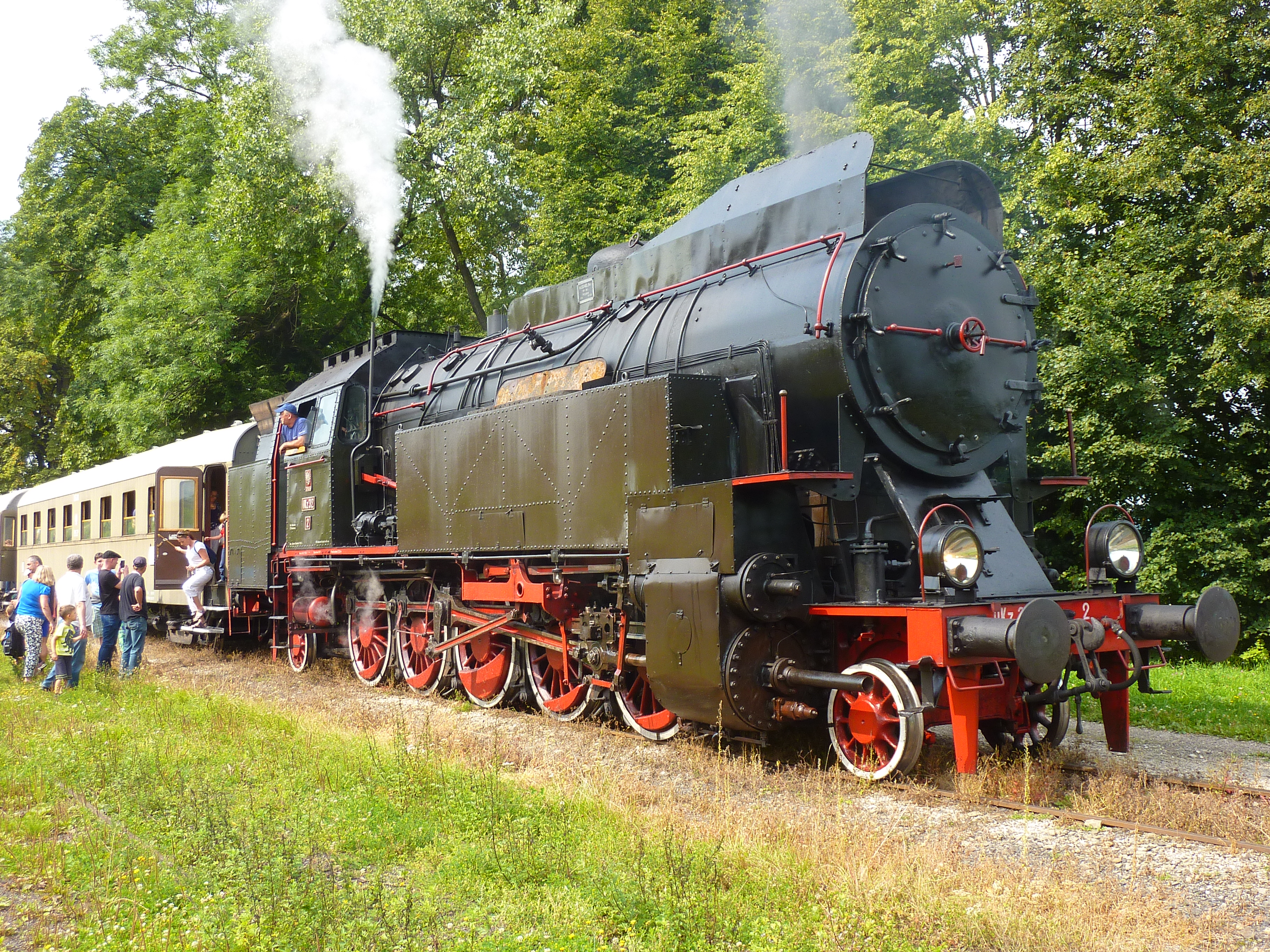
Die Lokomotive OKz32-2 als einsatzfähige Museumslokomotive vor einem Sonderzug

Die 1919 neugegründete polnische Staatsbahn Polskie Koleje Państwowe (PKP) beschaffte lediglich eine Lokomotivbaureihe mit der Achsfolge 1’E1’. Die Tenderlokomotiven der Reihe OKz32 wurden vorwiegend vor schweren Personenzügen auf Strecken in den polnischen Karpaten und dem Karpatenvorland eingesetzt. Während des Zweiten Weltkriegs wurden die Lokomotiven von der Deutschen Reichsbahn als Baureihe 95.3 bezeichnet. Nur ein Teil der Lokomotiven konnte nach dem Krieg von den PKP wieder eingesetzt werden. Bis 1974 wurden die Maschinen ausgemustert.
In Polen verblieben zudem nach dem Krieg einige schwere Tenderlokomotiven, die vor dem Krieg von den Sandbahngesellschaften im damals deutschen Teil von Oberschlesien beschafft worden waren.
- PKP-Baureihe OKz32, 25 Stück, Baujahre 1933 bis 1936

### Rumänien

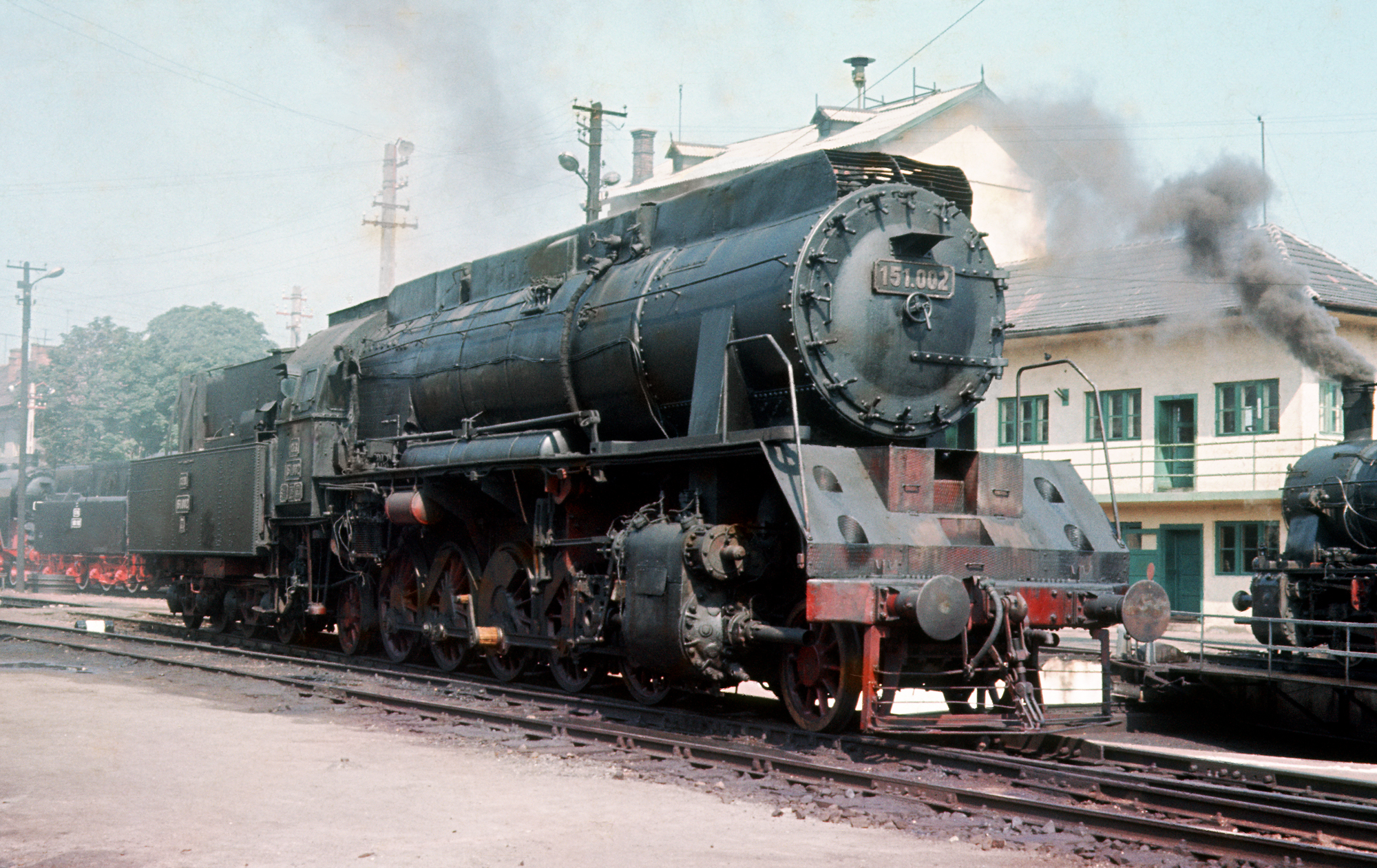
Lokomotive 151.002 im Jahr 1968 in Cluj reparaturbedürftig abgestellt

Die rumänischen Staatsbahnen Căile Ferate Române (CFR) beschafften lediglich zwei Santa-Fe-Lokomotiven. Bei den beiden schweren Güterzugmaschinen der CFR-Baureihe 151 handelte es sich um die leistungsstärksten rumänischen Lokomotiven. Sie wurden von Malaxa unter Verwendung von Teilen der in österreichischer Lizenz erbauten Schnellzuglokomotiven der CFR-Baureihe 142 entworfen und waren die erste Konstruktion rumänischen Ursprungs; zuvor hatten die CFR ausschließlich Lizenzbauten von Konstruktionen ausländischer Hersteller beschafft. Geplant war ursprünglich eine größere Serie, was durch den Beginn des Zweiten Weltkriegs jedoch unterblieb. Mit 1500 mm Durchmesser der Kuppelräder waren die Maschinen auch in der Lage, schwere Schnellzüge auf Gebirgsstrecken zu befördern. Nach dem Krieg fuhr die Sowjetunion eine der beiden Lokomotiven als Kriegsbeute ab, die andere Maschine blieb bis 1968 bei den CFR im Einsatz. Sie ist als Ausstellungsstück im CFR-Museum in Dej erhalten.
- CFR-Baureihe 151, Baujahr 1939, 2 Stück

### Sowjetunion

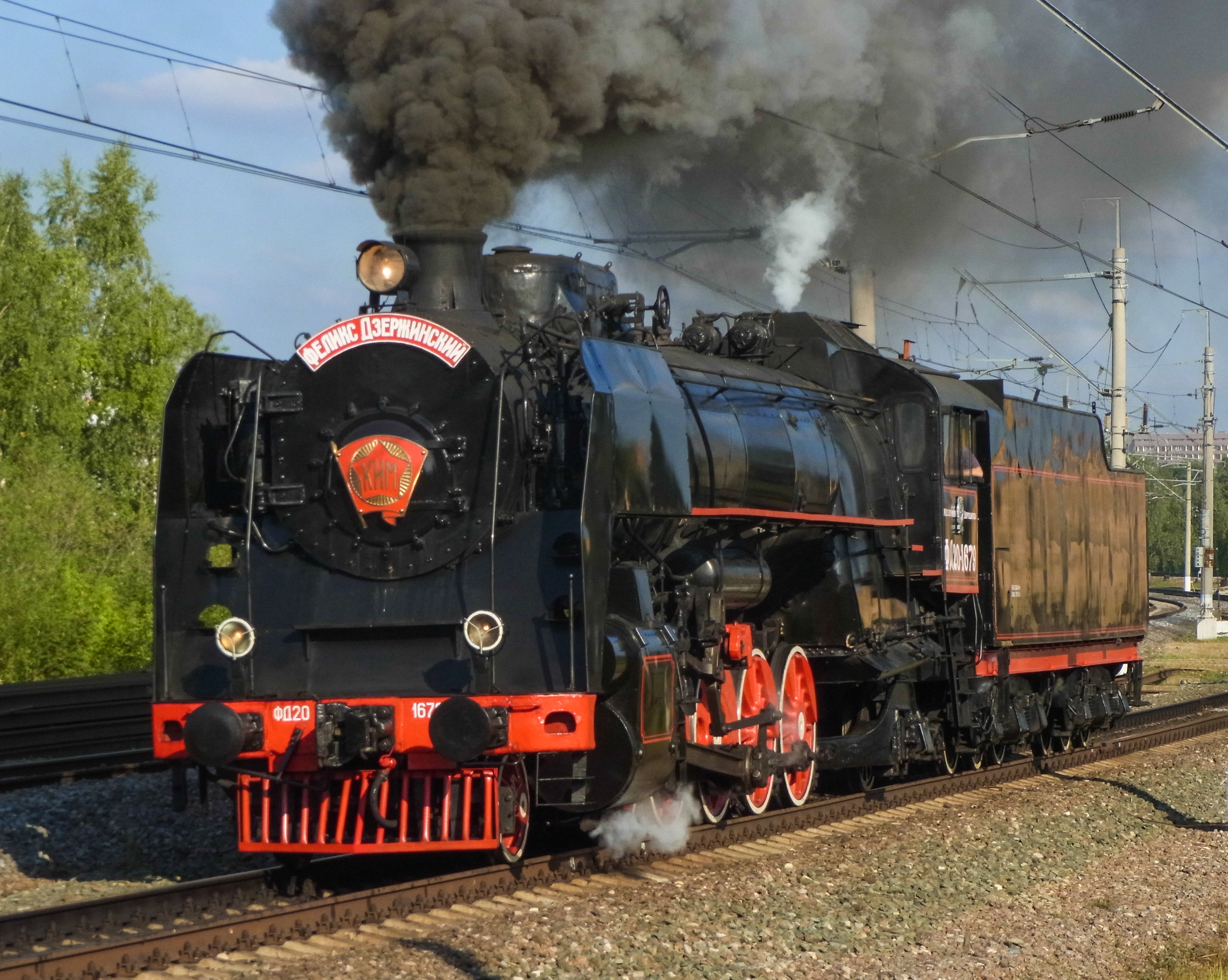
Lokomotive FD20-1679 als einsatzfähige Museumslokomotive 2017 bei Moskau

Planungen aus der Zeit vor dem Ersten Weltkrieg zur Beschaffung einer russischen 1’E1’-Bauart blieben kriegsbedingt in den Schubladen, erst in der neugegründeten Sowjetunion konnten Pläne zum Bau neuer schwerer Güterzuglokomotiven realisiert werden. Zur Sammlung von Erfahrungen bestellte das sowjetische Volkskommissariat für Eisenbahnwesen bei den amerikanischen Herstellern Baldwin und ALCo jeweils kleine Serien von 1’E1’- bzw.1’E’2-Lokomotiven. Die von Baldwin gelieferten Santa-Fe-Lokomotiven dienten als Grundlage für die ab 1931 in großen Stückzahlen produzierten schweren Güterzuglokomotiven der nach Feliks Dzierżyński benannten SŽD-Baureihe ФД (FD). Die FD waren schließlich die vor dem Zweiten Weltkrieg meistgebauten sowjetischen Dampflokomotiven. Nach dem Krieg kamen zwei weitere Santa Fe zu den sowjetischen Staatsbahnen Sowetskije schelesnyje dorogi (SŽD), bedingt durch die einsetzende Elektrifizierung und Beschaffung von Diesellokomotiven kamen von der letzten konstruierten Reihe ОР21 jedoch lediglich noch drei Prototypen zum Einsatz. Bereits Ende der 1950er Jahre gab die Sowjetunion gut 1000 nicht mehr benötigte FD an die Volksrepublik China ab. Bis Ende der 1970er stellten die SŽD ihre letzten Dampflokomotiven ab.
- SŽD-Baureihe Т, Baujahr 1931, 5 Stück
- SŽD-Baureihe ФД, Baujahre 1931 bis 1942, 3213 Stück
- SŽD-Baureihe ЛВ, Baujahre 1951 bis 1956, 522 Stück
- SŽD-Baureihe ОР21, Baujahre 1953 bis 1954, 3 Stück

### Türkei

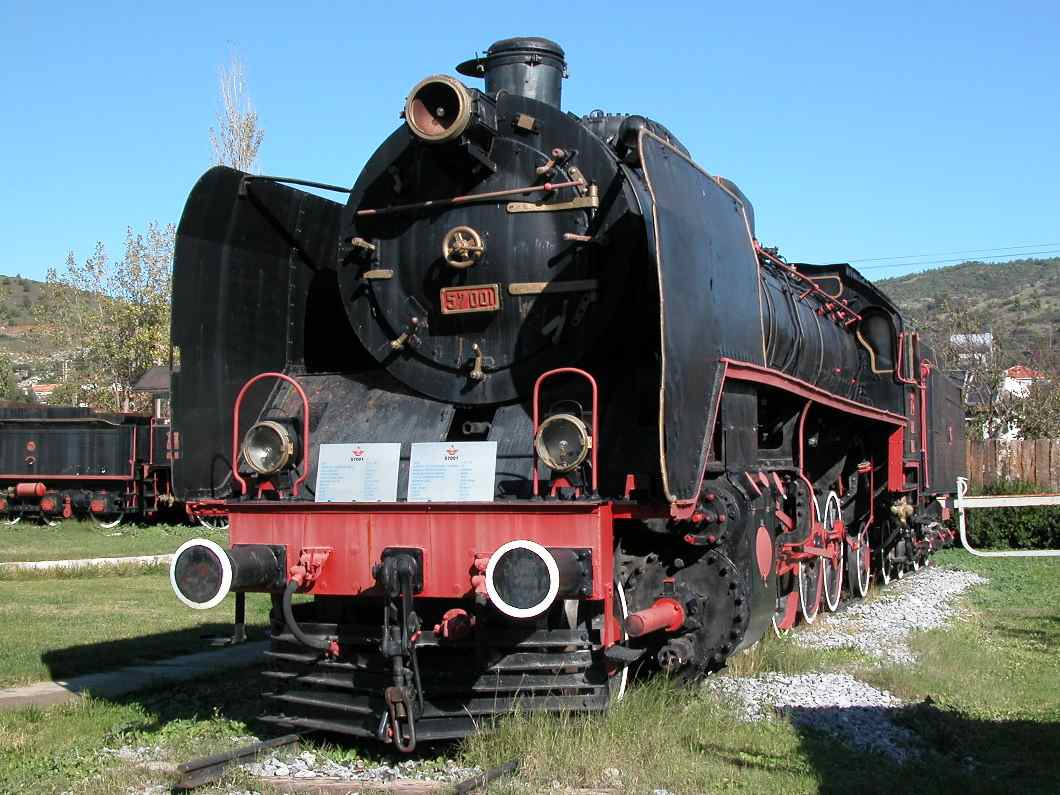
Maschine 57 001 als Museumslokomotive im Eisenbahnmuseum Çamlık bei Izmir

Die türkische Staatsbahn Türkiye Cumhuriyeti Devlet Demiryolları (TCDD) beschaffte zwei Santa-Fe-Bauarten, je eine als Schlepptender- bzw. Tenderlokomotive. Beide entstanden bei deutschen Herstellern und mit typischen Konstruktionsmerkmalen preußischer bzw. deutscher Maschinen. Anders als sonst bei den meisten europäischen Santa-Fe-Bauarten waren die ab 1933 gelieferten TCDD 57 001–027 nicht für den schweren Güterverkehr vorgesehen. Diese auf Basis der Preußischen G 10 und unter Verwendung von Bauteilen der Schnellzuglokomotiven TCDD 46 001–025 entwickelten Mehrzwecklokomotiven waren für den Einsatz vor Zügen aller Art auf Strecken mit leichtem Oberbau im westlichen Anatolien rund um Izmir vorgesehen, dank der insgesamt sieben Achsen betrug die Achslast lediglich 13,4 Tonnen. Für den Einsatz als Schiebelokomotiven auf den langen Rampen der Bahnstrecke Istanbul–Ankara bei Bilecik erhielt die TCDD ab 1951 die TCDD 57 01–04, deren Konstruktion auf der DR-Baureihe 85 basierte. Während letztere bereits Anfang der 1970er Jahre ihre Aufgaben als Schiebelokomotiven verloren und lediglich noch ein paar Jahre Rangierdienst leisteten, blieben die letzten Exemplare aus der Reihe 57 001–027 fast bis zum Ende der Dampftraktion in der Türkei Ende der 1980er auf ihren Stammstrecken rund um Izmir im Einsatz.
- TCDD 57 001–027, Baujahre 1933 bis 1937, 27 Stück
- TCDD 57 01–04, Baujahre 1951 bis 1952, 4 Stück